# Puchar Europy w Lekkoatletyce 1967 – finał kobiet
Finał pucharu Europy w lekkoatletyce w 1967 kobiet odbył się 15 września w Kijowie. Wystąpiło sześć zespołów, które awansowały z trzech półfinałów.

## Klasyfikacja generalna
| Poz. | Reprezentacja   | Punkty |
| ---- | --------------- | ------ |
| 1    | ZSRR            | 56     |
| 2    | NRD             | 43     |
| 3    | RFN             | 36     |
| 4    | Polska          | 35     |
| 5    | Wielka Brytania | 34     |
| 6    | Węgry           | 32     |

## Wyniki indywidualne
Kolorami oznaczono zawodniczki reprezentujące zwycięskie drużyny.

### Bieg na 100 metrów
| Lp. | Państwo         | Zawodniczka        | Wynik |
| --- | --------------- | ------------------ | ----- |
| 1.  | Polska          | Irena Kirszenstein | 11,2  |
| 2.  | NRD             | Renate Heldt       | 11,5  |
| 3.  | Węgry           | Margit Nemesházi   | 11,6  |
| 4.  | ZSRR            | Wira Popkowa       | 11,7  |
| 5.  | Wielka Brytania | Anita Neil         | 11,8  |
| 6.  | RFN             | Karin Frisch       | 11,9  |

### Bieg na 200 metrów
| Lp. | Państwo         | Zawodniczka        | Wynik |
| --- | --------------- | ------------------ | ----- |
| 1.  | Polska          | Irena Kirszenstein | 23,0  |
| 2.  | Węgry           | Annamária Tóth     | 23,4  |
| 3.  | ZSRR            | Wira Popkowa       | 23,4  |
| 4.  | RFN             | Hannelore Trabert  | 23,8  |
| 5.  | Wielka Brytania | Maureen Tranter    | 23,8  |
| 6.  | NRD             | Christina Heinich  | 24,2  |

### Bieg na 400 metrów
| Lp. | Państwo         | Zawodniczka         | Wynik  |
| --- | --------------- | ------------------- | ------ |
| 1.  | Wielka Brytania | Lillian Board       | 53,7   |
| 2.  | Węgry           | Antónia Munkácsi    | 54,1   |
| 3.  | ZSRR            | Ludmiła Samotiosowa | 54,3   |
| 4.  | Polska          | Czesława Nowak      | 54,8 = |
| 5.  | RFN             | Helga Henning       | 55,0   |
| 6.  | NRD             | Ingrid Zander       | 56,2   |

### Bieg na 800 metrów
| Lp. | Państwo         | Zawodniczka      | Wynik  |
| --- | --------------- | ---------------- | ------ |
| 1.  | ZSRR            | Laine Erik       | 2:06,8 |
| 2.  | Polska          | Danuta Sobieska  | 2:07,0 |
| 3.  | RFN             | Anita Rottmüller | 2:07,2 |
| 4.  | NRD             | Regina Kleinau   | 2:07,5 |
| 5.  | Wielka Brytania | Pam Piercy       | 2:07,8 |
| 6.  | Węgry           | Zsuzsa Szabó     | 2:09,1 |

### Bieg na 80 metrów przez płotki
| Lp. | Państwo         | Zawodniczka       | Wynik |
| --- | --------------- | ----------------- | ----- |
| 1.  | NRD             | Karin Balzer      | 10,8  |
| 2.  | Wielka Brytania | Pat Jones         | 10,9  |
| 3.  | RFN             | Inge Schell       | 11,0  |
| 4.  | ZSRR            | Ludmiła Ijewlewa  | 11,0  |
| 5.  | Polska          | Teresa Sukniewicz | 11,1  |
| 6.  | Węgry           | Annamária Tóth    | 11,2  |

### Sztafeta 4 × 100 metrów
| Lp. | Państwo         | Zawodniczki                                                           | Wynik |
| --- | --------------- | --------------------------------------------------------------------- | ----- |
| 1.  | ZSRR            | Lilija Tkaczenko Galina Bucharina Wira Popkowa Ludmiła Samotiosowa    | 45,0  |
| 2.  | Wielka Brytania | Anita Neil Maureen Tranter Jenny Pawsey Della James                   | 45,3  |
| 3.  | NRD             | Ingrid Tiedtke Angela Vogel Christina Heinich Renate Heldt            | 45,3  |
| 4.  | Węgry           | Eta Kispál Margit Nemesházi Györgyi Balogh Annamária Tóth             | 45,3  |
| 5.  | RFN             | Erika Rost Hannelore Trabert Karin Frisch Jutta Stöck                 | 45,6  |
| 6.  | Polska          | Teresa Sukniewicz Urszula Styranka Lucyna Koczwara Irena Kirszenstein | 46,2  |

### Skok wzwyż
| Lp. | Państwo         | Zawodniczka        | Wynik |
| --- | --------------- | ------------------ | ----- |
| 1.  | ZSRR            | Antonina Okorokowa | 1,79  |
| 2.  | NRD             | Rita Schmidt       | 1,70  |
| 3.  | Wielka Brytania | Dorothy Shirley    | 1,67  |
| 4.  | RFN             | Hannelore Görtz    | 1,67  |
| 5.  | Polska          | Maria Zielińska    | 1,64  |
| 6.  | Węgry           | Anna Noszály       | 1,61  |

### Skok w dal
| Lp. | Państwo         | Zawodniczka       | Wynik |
| --- | --------------- | ----------------- | ----- |
| 1.  | RFN             | Ingrid Mickler    | 6,63  |
| 2.  | ZSRR            | Tatjana Tałyszewa | 6,49  |
| 3.  | Wielka Brytania | Mary Rand         | 6,26  |
| 4.  | NRD             | Bärbel Löhnert    | 6,22  |
| 5.  | Węgry           | Eta Kispál        | 6,10  |
| 6.  | Polska          | Lucyna Koczwara   | 5,37  |

### Pchnięcie kulą
| Lp. | Państwo         | Zawodniczka        | Wynik |
| --- | --------------- | ------------------ | ----- |
| 1.  | ZSRR            | Nadieżda Cziżowa   | 18,24 |
| 2.  | NRD             | Margitta Gummel    | 17,66 |
| 3.  | Węgry           | Judit Bognár       | 16,58 |
| 4.  | RFN             | Marlene Fuchs      | 15,84 |
| 5.  | Wielka Brytania | Brenda Bedford     | 14,82 |
| 6.  | Polska          | Eugenia Ciarkowska | 14,09 |

### Rzut dyskiem
| Lp. | Państwo         | Zawodniczka       | Wynik |
| --- | --------------- | ----------------- | ----- |
| 1.  | NRD             | Karin Illgen      | 58,26 |
| 2.  | ZSRR            | Ludmiła Murawjowa | 56,70 |
| 3.  | Węgry           | Jolán Kleiber     | 55,72 |
| 4.  | RFN             | Liesel Westermann | 53,78 |
| 5.  | Polska          | Jadwiga Wojtczak  | 50,48 |
| 6.  | Wielka Brytania | Rosemary Payne    | 48,86 |

### Rzut oszczepem
| Lp. | Państwo         | Zawodniczka       | Wynik |
| --- | --------------- | ----------------- | ----- |
| 1.  | Polska          | Daniela Jaworska  | 56,88 |
| 2.  | RFN             | Ameli Koloska     | 54,22 |
| 3.  | NRD             | Ruth Fuchs        | 53,18 |
| 4.  | ZSRR            | Jelena Gorczakowa | 52,78 |
| 5.  | Węgry           | Angéla Németh     | 48,80 |
| 6.  | Wielka Brytania | Sue Platt         | 47,00 |